# Leo Choirosphaktes
Leo Choirosphaktes, talvolta latinizzato in Choerosphactes (in greco Λέων Χοιροσφάκτης?) anche noto come Leo Magistros o Leo Magister, e italianizzato in Leone Coirosfacte (... – 920 ?), è stato un funzionario e scrittore bizantino che giunse alle più alte cariche dello stato sotto Basilio I il Macedone (r. 867–886) e venne inviato da Leone VI il Saggio (r. 886–912) in Bulgaria e presso il califfato abbaside. Choirosphaktes fu anche un importante studioso e scrittore, del quale ci è giunta molta della sua corrispondenza e delle sue opere.

## Biografia

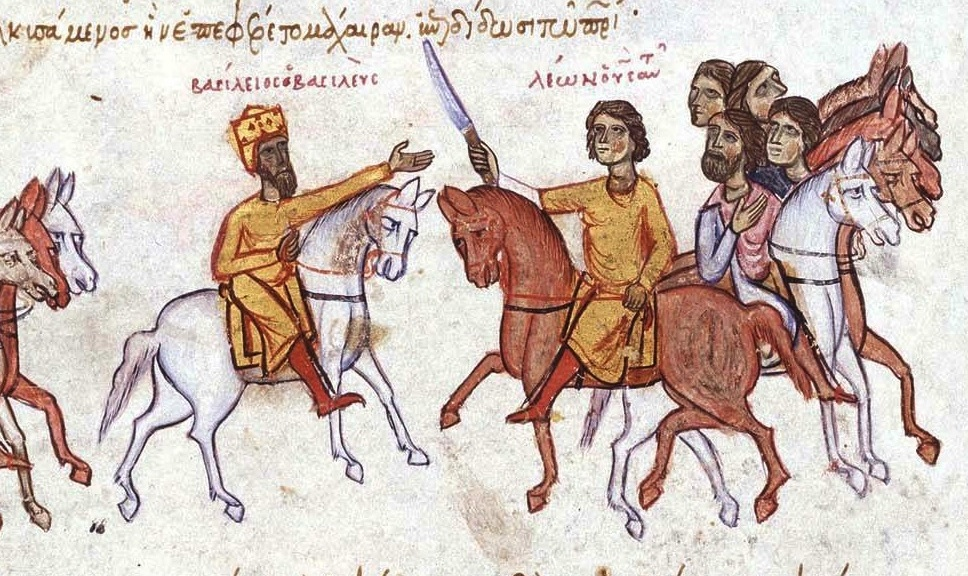
Basilio I (a sinistra) ed il giovane Leone VI (a destra), in una miniatura dello Scilitze di Madrid

La data di nascita di Choirosphaktes non è ben nota; G. Kolias (Léon Choerosphaktès, magistre, proconsul et patrice, 1939) la suppone fra l'845 e l'850, Hans Georg Beck (Kirche und theologische Literatur im Byzantinischen Reich, 1959) intorno all'824. Paul Magdalino a sua volta rigetta una data che ricada negli anni 820, poiché Choirosphaktes era ancora vivo nel 913 e probabilmente morì dopo il 920. La sua famiglia era ben inserita nei circoli aristocratici e proveniva dal Peloponneso. A mezzo di sua moglie, sembra fosse parente di Zoe Carbonopsina, l'amante di Leone VI dopo circa il 903 e poi sua quarta moglie, ed egli stesso sposò una donna legata alla famiglia imperiale, dalla quale ebbe due figlie.
Nulla si sa della sua vita prima dell'865, quando dedicò una sua importate opera teologica, Theology in a Thousand Lines (Χιλιόστιχος Θεολογία) all'imperatore Michele III (r. 842–867). Sotto il successore di Michele, Basilio I il Macedone, Choirosphaktes ascese alle alte cariche dell'impero, essendo nominato mystikos (il primo a ricoprire questo incarico) e kanikleios, entrambe posizioni che lo posero a stretto contatto con l'imperatore.
Choirosphaktes continuò a godere dei favori del successore di Basilio, Leone VI, che lo insignì delle alte dignità di anthypatos, magistros e patrikios dall'896. Negli anni 895–896, Leone inviò Choirosphaktes in una serie di missioni presso il re bulgaro Simeone per trattare la pace. La sua corrispondenza diplomatica è un'importante fonte documentale di questi eventi.

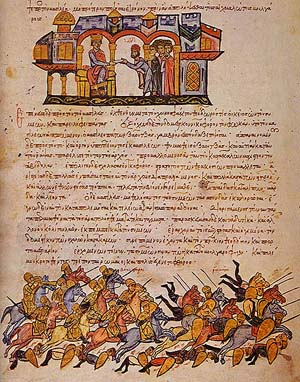
Le forze bulgare sbaragliano quelle bizantine nella battaglia di Bulgarofigo dell'896 (dallo Scilitze di Madrid)

I bulgari erano stati fortemente impegnati dalle incursioni dei magiari, alleati di Bisanzio, che aveva consegnato molti prigionieri ai bizantini. Fiducioso di un esito favorevole, Leone inviò le forze bizantine in Bulgaria. Pressando su due fronti, Simeone imprigionò immediatamente Choirosphaktes e portò avanti con lui delle trattative. Queste vennero rallentate da Simeone fino a quando i suoi alleati, i peceneghi non attaccarono i magiari dal retro del loro schieramento. Dopo aver sconfitto i magiari, il sovrano bulgaro dette un ultimatum chiedendo la liberazione di tutti i prigionieri bulgari come precondizione per la stipula della pace. Poiché Leone nel frattempo era stato attaccato dagli arabi in oriente, la sua richiesta venne accettata: Choirosphaktes tornò a Costantinopoli con l'inviato bulgaro Teodoro, e i prigionieri vennero liberati. Ben presto però ripresero le ostilità e, dopo una severa sconfitta alla Battaglia di Bulgarofigo, Choirosphaktes venne inviato di nuovo da Simeone. Riuscì a negoziare un trattato (alla fine dell'896 o nell'897), che consentì di liberare un gran numero di prigionieri bizantini (Choirosphaktes stesso parla nelle sue lettere di 120000, certamente un'esagerazione), e la pace venne assicurata in cambio del restauro di privilegi commerciali della Bulgaria, il pagamento di un tributo annuale da parte dei bizantini a Simeone, e qualche concessione di confine.
La pace durò fino al 913, ad eccezione di un breve intervallo nel 904, quando, a seguito di una serie di battute d'arresto bizantine nei confronti degli arabi, in particolare dopo il sacco di Salonicco, la seconda città dell'Impero, Simeone decise di sfruttarle a suo vantaggio: giunse con il suo esercito di fronte a Tessalonica, chiedendo concessioni in cambio della mancata occupazione della città indifesa. Choirosphaktes venne, ancora una volta inviato come ambasciatore bizantino. Simeone si assicurò un notevole territorio in Macedonia e Tracia, anche se Choirosphaktes riuscì a recuperare una fascia di circa 30 fortezze intorno alla roccaforte di Durazzo sull'Adriatico (anche se Shaun Tougher considera quest'ultima il risultato di una missione separata avvenuta intorno al 902-3).
Nel 905/906, Leone inviato Choirosphaktes presso gli emiri di Tarso e Malatya così come alla corte abbaside a Baghdad, nella speranza di ottenere un trattato di pace, ma anche per raccogliere concessioni dai patriarchi orientali per il quarto matrimonio dell'imperatore, normalmente vietato dal diritto canonico. Poco dopo il suo ritorno, intorno al 907, cadde in disgrazia e venne esiliato in una località chiamata Petra, che potrebbe indicare qualche coinvolgimento nella rivolta di Andronico Ducas. Durante questo periodo di disgrazia, inviò ripetute lettere all'imperatore implorando il suo caso. Venne fatto anche oggetto di un attacco veemente da parte del vescovo Areta di Cesarea che lo accusò di essere un "elleno" (un pagano). Alla fine venne graziato e riabilitato, sia da Leone stesso che da suo fratello e successore, Alessandro (r. 912-913) e alla morte di quest'ultimo fu di nuovo a Costantinopoli, dove venne implicato nella cospirazione e sul non riuscito colpo di Stato del generale Costantino Ducas. A seguito dello sventamento del colpo di Stato, Choirosphaktes cercò rifugio presso la chiesa di Hagia Sophia. Lì venne catturato, assoggettato a tonsura e quindi rinchiuso nel monastero di Stoudios, dove morì poco dopo il 919.

## Opere e pensiero
Oltre alle sue lettere, Choirosphaktes scrisse opere teologiche, inni ed epigrammi. L'attribuzione di alcune delle opere è comunque in discussione. Tra queste ci sono molti poemi celebrativi anacreontici: due su uno dei matrimoni (probabilmente il secondo) di Leone VI, uno su un nuovo bagno costruito da Leone VI nel suo palazzo, uno sul matrimonio di Costantino VII con Elena Lecapena nel 920, e poesie sulla morte di figure di spicco del suo tempo, come Leone il Matematico e patriarchi come Fozio I e Stefano I.
 In tutte le sue opere Leo loda le qualità intellettuali dei suoi eroi, soprattutto l'imperatore Leone, traccia paralleli tra il dominio assoluto di Dio e l'autocrazia imperiale di Bisanzio, ed emargina in particolare il ruolo della Chiesa, promuovendo anche elementi della respinta iconoclastia. Paolo Magdalino scrisse che egli andava sostenendo una nuova "ideologia, anzi teologia di sovranità", dove si concentra tutto il potere nelle mani di una "piccola élite laica di filosofi di corte", in violazione diretta del modello prevalente di interrelazione tra Chiesa e Stato.